# 朝鮮文化に対する中国の影響

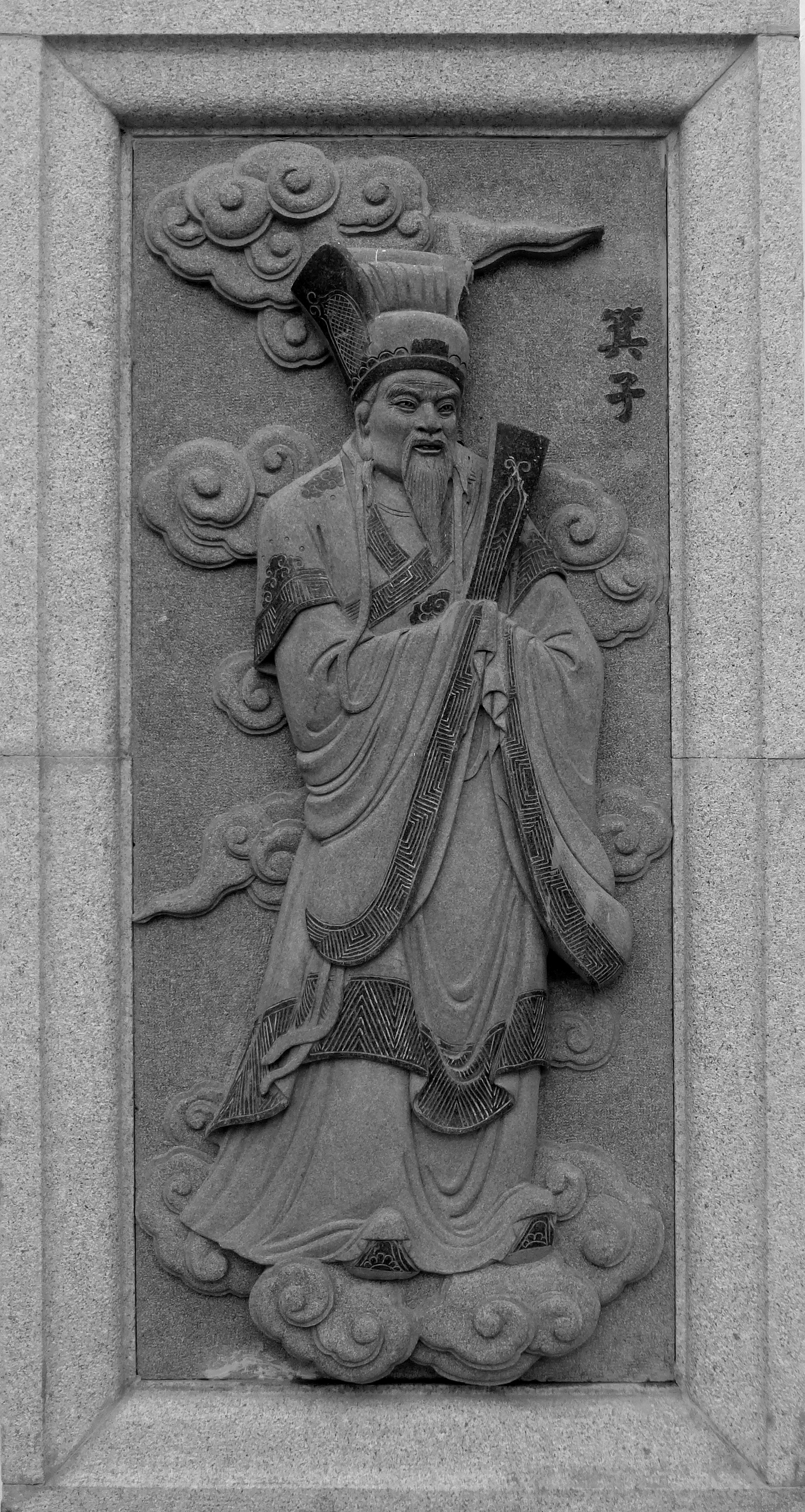
中国の学者箕子は古代朝鮮に文化をもたらした。

朝鮮文化に対する中国の影響（ちょうせんぶんかにたいするちゅうごくのえいきょう）では、漢字、儒教、政治文化・社会文化など数多の領域にわたる朝鮮半島の文化に対する中国の影響について概説する。李能雨（淑明女子大学）など韓国人自身も、「隣接する大国である中国文化から韓国文化が莫大な影響を受けてきたことは、周知の事実である」と韓国文化に対する影響を認めている。高橋庸一郎は、「朝鮮史上における文化の変遷は、隣の大国中国文化の多大な影響下にあったことは事実である」と述べている。陳慶徳（国立雲林科技大学）は、「韓国の国民性や文化は、2000年以上にわたって中国と日本による影響を受けてきた」と述べている 。1992年の中韓国交以降からキムチ、サムゲタン（参鶏湯）、韓服、笠子帽などの起源を巡って、中韓文化論争が起きている。

## 概略
朝鮮は有史以来「強大な中国の影響力にさらされ」てきた。例えば、ヒストリーは、朝鮮の歴史全体が「日本と中国の従属国」「朝鮮は朝鮮の全ての歴史をひっくるめて中国と日本から強力な影響を受けた国家（Chinese and Japanese influences have been strong throughout Korean history）」「丙子胡乱以後は中国の植民地になり、外国との接触を絶って隠遁の王国に転落した」と紹介したことがある。ブリタニカ百科事典、世界最大教育サイト・ファクトモンスター、インフォプリーズ、レファランス・オールリファー、コロンビア大学百科事典などの教育サイトは、「朝鮮は全歴史を通じて中国と日本から強い影響を受けた」と紹介している。また、ジョンズ・ホプキンズ大学で開催された公演では、韓国のアリランや韓服が、中国文化として取り上げられたことがある。公演の冊子には、中国の少数民族とともに韓服やハングルの写真も印刷され、「朝鮮民族の文化は、中国少数民族の文化として中国政府の保護を受けている。中国政府により中国内の少数民族は発展している」と記述している。

## 小中華思想とオリエンタリズム
朝鮮人にとって中国は憧れの対象であり、そのことから自らを中国に次ぐ文明国と見なす文化的優越意識を芽生えさせた。これは中国に支配・服従させられた屈辱感だけでなく、中国に対する「あこがれや悲哀や妄念」をあらわす朝鮮人独特の感情・恨である。古田博司によると、朝鮮は有史以来「朝鮮はシナの家来（李朝の王はシナの皇帝に『臣李某』と書簡を送った）で弟子」であったが、それは文化にまで及び、国風文化の覚醒ができないほど、中国に仕えたのだという。これを孟子梁恵王篇の章句から事大主義といい、中国の子分であるために、周辺国にたいする侮蔑・虚栄・見栄が歴史的個性となり、これを小中華思想という。
外国人が朝鮮文化に対して抱く「朝鮮の文化は、中国の文化の巨大な影響を受け続けてきた」というのはオリエンタリズムという指摘がある。岡百合子によると、戦前の日本人学者は、朝鮮を「その国家は、常に侵略による隷属と被支配のくり返しであって独自に発展することはなかった」と主張しており、朝鮮に青銅器や鉄器の自生が存在しないという見解や「朝鮮には独自の文化はなく、すべて外部から流入したものである」という見解は、戦前に日本人学者によって提出された。例えば、現代では中西輝政は、「韓国はそんな大陸性文明の極致である中華思想の縁辺にあって、属国として虐げられた歴史を歩んできた。悲惨な韓民族の心を支えてきたのが『中華文明に属さない日本のほうが野蛮だ』という差別感である」と言っている。
宮脇淳子は、「朝鮮はシナ文化の単なる通過点…韓国人がよく言うように、自分たちが全て日本に教えてやったというのは大きな勘違いで、日本と朝鮮半島の文明化はほぼ同時期にスタートしたと考えられます。もちろん、その後は朝鮮半島経由でも文化がもたらされますが、それにしても彼らの思い込みに反して、あくまでシナからもたらされたのであって、朝鮮は新幹線の停まらない駅と同じ。単なる通過点に過ぎないことは言うまでもありません」「朝鮮半島の川は全て『江』と表記されるということです。シナ大陸では、黄河は『河』で、揚子江すなわち長江は『江』です。つまり、南部の川は『江』で、北部は『河』と表す。ということは、シナ大陸の北と南では言葉が違っていたということであり、朝鮮半島に最初に入った漢字を使う人々は、海を経由して南から入った可能性が高いと考えられるわけです。その理由として、燕国の東側は拓けるのが遅かったことが挙げられます。その地域一帯は北方騎馬民の勢力圏だから、商隊はすぐに襲われるので安全なルートじゃない。高句麗に入っても靺鞨などが蟠踞しています。そこで海を利用するわけですが、同様に漢字を使う人たちは、日本列島にも東シナ海経由で来た可能性が高いのです。朝鮮半島から日本への渡来人は、いわば第二派だったという説が、現在、かなり有力になっています」と評している。

## 外国人が見た朝鮮文化に対する中国の影響
朝鮮の文化は、中国の巨大な影響を受けているため、外国人からは、「朝鮮の文化は独自性がない」という風に、朝鮮と中国が差異なく見えるという指摘があり、ハンティントンは『文明の衝突』において、朝鮮を中国の文明に抱含させている。黄文雄は、中国人からすれば、朝鮮は二千年前の漢四郡時代から中国の一部であり、外様大名程度としか見られておらず、そもそも「朝鮮をつくったのは中国人の箕子」だと中国人は考えており、例えば、蔣介石は太平洋戦争後の対日処理を協議した1943年11月のカイロ会談の席上、ルーズベルト大統領に朝鮮の返還を要求して拒否されたという。これに対して朝鮮人は、中国への編入を「小中華」から「大中華」への昇格だと喜び、恩恵と謝恩を感じており、なかでも中国人になりたくてもなれなかった中国かぶれの小中華主義者にとっては願ってもない恩寵であり、朝鮮半島は、モンゴル・女真・日本など、陸からも海からも常時侵略され、朝鮮人は、「1000回侵略されてもすべて撃退した」という自慢話は、夜郎自大であり、歴史の真実ではなく、侵略されると即座に、臣服・属国となり、中国の1000年属国であり続け、独自の文化を創出して、世界文化に影響を与えたことすらなく、19世紀の世界的秘境として最後に残ったのは、朝鮮半島だけであり、朝鮮人が永く朝鮮半島に縮こまってきたのは、常に己を小中華と決め込み大中華に事大していたからだと述べている。
金光林は、韓国人が漢字を発明した或いは孔子は韓国人だったという主張を行う韓国人学者がいるが、韓国の学界の定説にはなっていないが、これらの主張が中国に伝わり、韓国人は中国文化は何でも韓国に宗主権があるという韓国起源説として受け止められ、韓国人が中国文化を侵食していると警戒されており、「中国と朝鮮は前近代の伝統社会においては、基本的に東アジアの漢字文明圏、儒教文明圏、または中国文明圏に属し、文明的性格において韓国の独自性が見えづらかった」「ハンティントンは『文明の衝突』の中で、韓国・朝鮮を中華文明のカテゴリーに入れている。現代の韓国・朝鮮においても、伝統文化を論じる場合、その文化の内容が中国の伝統文化と重複、類似する場合が多く、韓国・朝鮮が自国の文化として主張するものが中国でも自国文化として主張する場合と重なっている」「朝鮮は前近代の歴史において、漢字・儒教・政治・社会制度など多数の領域にわたり 中国の影響を受けており、そのために韓国・朝鮮の文化には中国文化との共通的要素が多いので、中国側からすれば、韓国・朝鮮文化の独自性を看過しやすくなる」「韓国・朝鮮では、近代のナショナリズムとの関連から韓国・朝鮮文化の独自性に対する主張が多くなり、印刷術・天文測定器・東洋伝統医学の宗主権論争に見られるように、場合によっては韓国・朝鮮側が中国起源の文化を過剰に自国の独自文化として主張しているように中国側に受け止められたりする」と指摘している。
2006年、韓国国立民俗博物館の中国語の案内ガイドが「誤った」案内をおこない、「誤った」韓国情報を伝えていることが分かった。案内ガイドは「高麗青磁は中国の唐三彩を真似たもの」「新羅の慶州は中国の西安をそのまま移しておいたもの」「韓国は昔から中国の属国」「三国時代の衣服・金属活字が中国とそっくり」「博物館に展示された遺物は真物ではなく、真物は全て日本にある」などと説明していた。
第二次世界大戦で被弾した後に東ドイツが取り壊し、復元が進められているベルリン王宮には、民族学博物館、アジア美術館、ベルリン市博物館などが入る予定であり、日本、中国、韓国の遺物を展示するスペースが設けられているが、2020年7月にベルリン王宮の展示空間計画で、韓国館の面積が中国館と日本館の10分の1の大きさの60平方メートルに過ぎないことが分かり、韓国メディアの『国民日報』から「韓国は中・日の属国…ドイツ代表博物館のとんでもない歪曲」「韓国の古代文化を眺める博物館側の歪曲した認識」と非難されている。決定の根底には、ドイツ人の朝鮮文化に対する認識は「朝鮮は有史以来、19世紀まで中国の属国であり、1910年から1945年までは日本の植民地だったことから、古代文化が貧弱・不十分であり、韓国の古代遺物は、中国と日本と異なり、お粗末で展示する価値がない」という認識がある。さらに、韓国館は中国館と日本館の間に小さく配置されており、特に中国館内の片方に据えられる配置は、韓国が中国の辺境文化に過ぎないという認識を植えつける恐れがある。確保した中国と日本の展示品は数千点にのぼるが、韓国の遺物は160点に過ぎず、実際に現地の韓国人芸術界関係者は「オンラインワークショップを参観した結果、韓国館展示担当キュレーターが『韓国は16世紀から1945年まで中国と日本の属国か植民地だったため古代遺物がない』という結論を下した。現代のインスタレーション美術を展示する予定」と話している。
岡本隆司は、「（中国から見た日本は）他の周辺国とは少し違う存在。中国文化を真正面から受け止め従ってきた朝鮮半島と異なり、日本は言うことを聞かない『まつろわぬ国』。いきなり攻めてくるなど、何を考えているか分からない」と指摘している。

### 実例
- アメリカ14州で教科書に採択しているホルト・ラインハルト&ウィンストン出版社「世界史、人間と国家」には、「中国の韓国統治は韓国文化にどのような影響を及ぼしたか」という設問がある[25]。
- 小中高の教科書と旅行関連書籍、マルチメディア教育用CDロムをアメリカ、オーストラリア、ニュージーランド、インド、ドイツ、南アフリカ、カナダに供給する世界最大規模の教科書出版社DK社が発行する教科書は、「韓国の公用語は中国語とハングル」と記述している[26]。
- スペインの教科書は、ハングルを中国文字、韓国の人種を中国 - モンゴル人種と記述して、スペイン、オーストリア、オランダ、カナダの教科書は、中国・日本・米国・旧ソ連の至大な影響の下、被侵の歴史が染み付いた弱小国としている[27]。
- アメリカの中学社会科教科書『世界地理』は、「韓国は中国の文字表記法を借用し、多くの中国の語彙を改造して使用した」と叙述しており[28]、韓国教育課程評価院のパク・ソンミ研究委員は「アメリカの教科書執筆者らが、韓国文化が中国文化圏に属しているという考えを持っているためであるようだ」だと指摘している[28]。
- アメリカの教科書は、「朝鮮は独自の豊かな文化をもつ東アジアの国である。その長い歴史の大半を、朝鮮は周辺の大国に支配されてきた。なかでも中国や日本は頻繁に朝鮮を政治的に支配してその文化に影響をおよぼした。…朝鮮半島の北方地域は、中国皇帝の領土となった。西暦1年ごろから900年まで朝鮮は三つの王国にわかれていた。中国の文化は朝鮮半島の北方にある王国に強い影響をおよぼした。この時期に仏教、儒教、そして漢字が朝鮮半島に入ってきた。日本の文化は、南方にある二つの王国にたいして中国以上の影響をおよぼした。…高麗の王たちは独自に朝鮮を治めていたが、モンゴル帝国に朝貢しなければならなかった。…朝鮮人は 、科挙制度をはじめさまざまな中国の文物を取り入れ、中国文化にのめりこんでいった。…満州族の影響。朝鮮人は日本との戦いで疲弊した。その結果、1630年代、満州からきた新しい侵略者は全土をあっというまに征服した。李王朝の統治者は権力を維持したものの、満州族の政府に服属した。中国の満州族政府は日本の影響力が強まることを望まなかった。満州族は李王朝に対する統制をよりいっそう強固なものにしようとした。…日清戦争終結後の1895年末、中国は朝鮮の独立を認めた。日本はこうして満州族の朝鮮支配を終焉させた。…朝鮮は第二次世界大戦で日本帝国が敗れる1945年まで独立できなかった。現在も朝鮮は、中国、日本、アメリカのような大国の影響下から抜け出せずにいる」と記述している[29]。
- 「中国語を使用している国家」（ウルグアイの教科書）[30]
- 「韓国は中国語使用地域｣（アルゼンチンの教科書）[31]
- 「韓国の宗教は儒教」「公用語は中国語と日本語」（クウェートの教科書）[32]
- 中国吉林省集安市博物館の高句麗の説明文は、「高句麗は中国古代に存在した北東地方の少数民族政権のひとつ」と記しており[33]、案内員は高句麗の遺物を説明する際、中国文化への隷属性を強調し、「当時中原で使われた硬貨がここで発掘されました。高句麗が中国の一部であった証拠です」と説明している[33]。

## 「朝鮮文化に対する中国の影響」への批判
松本厚治は、「（韓国は）近代以前は中国の属国で、伝統文化の実体が中国文化だった」というのは自明の理であり、ここでいう「伝統文化」とは、思想や文学といった文字を媒介にして継承される「大伝統」を意味するが、韓国にはそのような伝統がなく、そのような国は「他に容易に見出すことはできない」と指摘している。
この松本厚治の指摘に対して鄭大均は、「近代以前に韓国が中国との冊封体制のもとで、君臣関係にあったと考えるのはよい。半島に儒教や漢文の教養やライフスタイルを志向する両班階層がおり、彼らが中華の大伝統を継承する人々であったというのもよい。しかしこの国には中華文明とは異質の常民的、シャーマニズム的文化の伝統もあったはずであり、そのことを無視して『伝統文化』を語るのはおかしくないか。言い換えると、韓半島は中華文明の分身的存在でもあったが、中華文明に同化されることのない、独自の民族文化が維持される地域でもあった」と反論している。

## 中韓文化論争・中国の文化工程
1992年に中国と韓国は国交を結んだが、キムチやサムゲタン（参鶏湯）、韓服、笠子帽などの由来について、中韓で論争になっている。中国共産党系機関誌の環球時報は、中国と韓国との間の文化論争における韓国側の主張は「ある意味、文化への自信のなさの表れ」だと報道している。韓国側は韓国文化の源流が中国だとする「(中国の)文化工程」を批判している。
韓国が「国民食」と誇るキムチを中国が自国文化のように扱う動きが台頭している。2020年1月、国際標準化機構の規格認定を中国の泡菜が受けた後、中国共産党機関紙系の環球時報が、キムチと泡菜を同一視し、それを否定する韓国を「キムチ宗主国の恥辱」などと嘲笑する記事を掲載した。2021年初頭には、中国の張軍国連大使がSNSにエプロン姿でキムチを漬けた写真を投稿し、華春瑩中国外務省報道局長が「泡菜は、一部の国と地域だけのものではない」と表明した。これは韓国人から東北工程のキムチ版だと批判が起きた。東北工程とは、中国政府が2002年から開始した古朝鮮、夫余（扶余）、高句麗など朝鮮半島の古代史に登場する国家を独立国ではなく、「中国の地方政権」とし、中国史と位置付ける国家事業である。2007年には中国の公的研究書に「百済と新羅も中国史の一部」と記述された事実も報道された。2017年にトランプ米大統領（当時）は習近平国家主席との会談後、習近平が「韓国は歴史的に中国の一部だ」と語っていたことを明かした。55種類の少数民族の内14番目に多い中国国民区分である朝鮮族が中国にはおり、韓国と母国中国の対立に複雑な心境でいる。韓服の女性が北京オリンピックで朝鮮族代表として出演時には韓国で「中国の文化侵奪」との論争が起きた。